# Anthony Sadin
Anthony Dominique Sadin (La Louvière, 24 januari 1989) is een Belgisch voetballer die als doelman speelt. Hij tekende in de zomer van 2021 een contract bij Excelsior Virton.

## Spelerscarrière

### Union Saint-Gilloise
Sadin trok in 2008 vanuit de jeugdopleiding van FC Brussels naar toenmalig derdeklasser Royale Union Saint-Gilloise. In 2015 promoveerde hij met de club naar de tweede klasse doordat andere clubs geen licentie kregen voor deze divisie. Tussen 2012 en 2016 speelde hij als eerste doelman vrijwel elke wedstrijd voor de club, sinds 2016 kreeg hij de concurrentie van Adrien Saussez. Bij Union groeide Sadin uit tot een ware cultheld met zijn vele tattoos en opvallende Viking baard.

### RWDM
Vanaf seizoen 2017-2018 speelde Sadin bij het nieuwe RWDM dat uitkomt in Tweede klasse amateurs. In zijn eerste seizoen bij de club werd meteen gepromoveerd naar de Eerste klasse amateurs. Vanaf het seizoen 2020-21 zal Sadin met RWDM uitkomen in Eerste Klasse B, het op één na hoogste niveau in België. Ondanks een goed seizoen, waarin hij in 22 wedstrijden onder de lat stond en zelfs aanvoerder was, werd zijn contract, dat op 30 juni 2021 afliep, niet verlengt. Sadin verliet RWDM na afloop van dit seizoen dan ook transfervrij.

### Excelsior Virton
Op 6 augustus 2021 maakte Excelsior Virton bekend dat het Sadin onder contract had gelegd.

## Statistieken
| Seizoen | Club                          | Land            | Competitie             | Duels | Doelp. |
| ------- | ----------------------------- | --------------- | ---------------------- | ----- | ------ |
| 2008/09 | Royale Union Saint-Gilloise   | Vlag van België | Derde klasse           | 10    | 0      |
| 2009/10 | Royale Union Saint-Gilloise   | Vlag van België | Derde klasse           | 20    | 0      |
| 2010/11 | Royale Union Saint-Gilloise   | Vlag van België | Derde klasse           | 2     | 0      |
| 2011/12 | Royale Union Saint-Gilloise   | Vlag van België | Derde klasse           | 4     | 0      |
| 2012/13 | Royale Union Saint-Gilloise   | Vlag van België | Derde klasse           | 39    | 0      |
| 2013/14 | Royale Union Saint-Gilloise   | Vlag van België | Derde klasse           | 40    | 0      |
| 2014/15 | Royale Union Saint-Gilloise   | Vlag van België | Derde klasse           | 34    | 0      |
| 2015/16 | Royale Union Saint-Gilloise   | Vlag van België | Tweede klasse          | 35    | 0      |
| 2016/17 | Royale Union Saint-Gilloise   | Vlag van België | Eerste klasse B        | 15    | 0      |
| 2017/18 | Racing White Daring Molenbeek | Vlag van België | Tweede klasse amateurs | 30    | 0      |
| 2018/19 | Racing White Daring Molenbeek | Vlag van België | Eerste klasse amateurs | 32    | 0      |
| 2019/20 | Racing White Daring Molenbeek | Vlag van België | Eerste klasse amateurs | 24    | 0      |
| 2020/21 | Racing White Daring Molenbeek | Vlag van België | Eerste klasse B        | 22    | 0      |
| 2021/22 | Excelsior Virton              | Vlag van België | Eerste klasse B        | 11    | 0      |
| Totaal  | Totaal                        | Totaal          | Totaal                 | 317   | 0      |

 laatst bijgewerkt op 12 november 2021

## Trivia
Sadin is een getogen Brusselaar, in zijn carrière kwam hij tot zijn vertrek bij RWDM in 2021 nooit uit voor een team dat zich buiten het Brussels Hoofdstedelijk Gewest bevindt. In 2015 werd Sadin voor de eerste keer vader van een zoontje. Hij staat bekend voor zijn vele tattoos, daarnaast was hij ook nog geregeld actief als model op verschillende modeshows.